# مؤسسة العلوم الطبية لعموم الهند
مؤسسة العلوم الطبية لعموم الهند (بالإنجليزية: All India Institute of Medical Sciences, Delhi)‏ هي كلية طب، تأسست في 1955، في الهند.